# Eosentomon subglabrum
Eosentomon subglabrum är en urinsektsart som beskrevs av Bruno Condé 1961. Eosentomon subglabrum ingår i släktet Eosentomon och familjen trakétrevfotingar. Inga underarter finns listade i Catalogue of Life.